# 麥克·菲利普斯
麥克·菲利普斯（英語：Mike Phillips；1982年8月29日—）是一位威爾斯橄欖球運動員。他是威爾斯國家橄欖球隊的一員，代表威爾斯參加了2015年世界盃橄欖球賽。